# لفاشة الينابيع
لفَّاشة الينابيع أو سلمون الينابيع أو شار الينابيع هو نوع من أسماك المياه العذبة من جنس لفاشة في فصيلة السلمون. موطنها شرق أمريكة الشمالية في الولايات المتحدة وكندا، ولكنها أدخلت في أماكن أُخَر في أمريكة الشمالية، وكذلك في إسلندة وأوربة وآسية.